# Донахью, Фил
Филлип Джон Донахью (англ. Phillip John «Phil» Donahue; 21 декабря 1935, Кливленд, Огайо — 18 августа 2024, Верхний Ист-Сайд, Нью-Йорк) — американский журналист, телеведущий и режиссёр.
Создатель и ведущий «Шоу Фила Донахью». Программа, впоследствии известная просто как «Донахью», стала первым ток-шоу, в котором участвовали зрители в зале. Шоу выходило на национальном телевидении 29 лет.
В своих передачах Донахью часто затрагивал вопросы, разделяющие демократов и республиканцев в США: аборты, защита прав потребителей, гражданские права и военные вопросы. Донахью — один из самых влиятельных ведущих ток-шоу, его называют «королем дневных разговоров». Опра Уинфри заявляла: «Если бы не Фил Донахью, никогда бы не было шоу Опры». В 1996 году занял 42 место в списке TV Guide «50 величайших ТВ-звёзд всех времён», а его «Шоу Фила Донахью» в 2002 году заняло 29 место в списке «Пятьдесят величайших телешоу всех времён по версии TV Guide».
Наибольшую известность у советских телезрителей приобрёл в качестве ведущего телемостов СССР — США.

## Биография

### Образование
- В 1953 году Донахью стал членом первого выпуска средней школы Святого Эдуарда.
- Окончил Университет Нотр-Дам, став бакалавром делового администрирования в 1957 году[5].

### Карьера
- Начинал ассистентом режиссёра на радиостанции KYW и на телевидении в Кливленде.
- Работал внештатным корреспондентом канала CBS в вечернем выпуске новостей.
- Вёл утренний выпуск последних известий на канале WHIO-TV в Огайо.
- 6 ноября 1967 года запустил собственное «Шоу Фила Донахью» (WDTN) в Дейтоне, Огайо.
- 22 января 1986 года Донахью приехал в СССР (Ленинград, Киев, Москва). В этом же году его шоу транслировались по советскому телевидению, что пропагандировало жанр ток-шоу в СССР.
- 28 июня 1986 вместе с Владимиром Познером провёл телемост Ленинград — Бостон, «Женщины говорят с женщинами», известный тем, что во время его проведения одной из советских участниц была произнесена фраза «Секса у нас нет…».
- 1987 год: советско-американский телемост журналистов. Тема разговора Познера и Донахью — возможность советско-американской экспедиции на Марс.
- До 1996 года на пару с Владимиром Познером вёл еженедельную программу «Pozner & Donahue» на телеканале CNBC.
- В мае 1996 года вышел последний выпуск программы «Шоу Фила Донахью», которая стала рекордным по продолжительности ток-шоу за всю историю американского телевидения.
- В июле 2002 года по приглашению канала MSNBC Фил вернулся в эфир, но его шоу на этот раз выходило всего семь месяцев. 28 февраля 2003 года, незадолго до начала боевых действий в Ираке, Донахью уволили. Руководство телеканала заявило, что передача закрыта из-за низкого рейтинга. Однако программа Донахью имела самый высокий рейтинг из всех программ в прайм-тайм на этом канале. Сам телеведущий назвал произошедшее политическим решением. Шоу Донахью в эфире заменила программа «Ирак — обратный отсчёт»[6]. По свидетельству В. Познера, программу закрыли после того как он неосторожно высказался против войны в Ираке. После этого Донахью не мог найти работу ни на одном из телеканалов, несмотря на огромную популярность и желание работать[7].
- В 2007 году Донахью вместе с независимым кинорежиссёром Эллен Спиро спродюсировал документальную ленту Body of War, подлинную история 24-летнего военнослужащего Томаса Янга, инвалида войны в Ираке. В ноябре 2007 года фильм вошёл в список 15 документальных проектов, номинированных на «Оскар» Академией кинематографических искусств и наук[8].

Умер 18 августа 2024 года после продолжительной болезни в своём доме в Верхнем Ист-Сайде Манхэттена в возрасте 88 лет.

### Семья
- В 1957 году Фил женился на актрисе Мардж Куни, расторгнул брак в 1975 году, в браке рождено пятеро детей.
- Второй брачный союз в 1980 году заключил с Марло Томас (род. 1937).

## Награды
- Президентская медаль Свободы (2024)[12].
- За программу «Шоу Фила Донахью» телеведущий неоднократно получал награду Дневная премия «Эмми».

## Увольнение с MSNBC
В июле 2002 года Фил Донахью вернулся на телевидение после семи лет пенсии, чтобы запустить шоу «Донахью» на MSNBC. 25 февраля 2003 года руководство MSNBC закрыло шоу.
Вскоре после этого в прессу просочилась внутренняя записка MSNBC, в которой говорилось, что Донахью следует уволить, потому что он выступил против неизбежного вторжения США в Ирак, что он станет «проблемным публичным лицом для NBC во время войны» и что его программа может стать «домом для либеральной антивоенной повестки дня». В 2007 году Донахью прокомментировал это тем, что руководство MSNBC, принадлежавшее в то время крупному военному подрядчику General Electric, требовало, чтобы «у нас было два консерватора (среди гостей) на каждого либерала. Меня считали за двух либералов».